# Airwolf
Airwolf is een Amerikaanse actieserie die op de Amerikaanse tv werd uitgezonden van 1984 tot en met 1987. De serie ging over een geheime supersonische militaire helikopter met de codenaam Airwolf en diens bemanning. De afleveringen hadden veelal een spionage- of Koude Oorlog-thema.
In Nederland werd Airwolf uitgezonden op RTL 5. 
De show werd ontwikkeld door Donald Bellisario. Van zijn hand zijn ook series als Magnum P.I., Quantum Leap, JAG en NCIS. In de eerste 3 seizoenen speelden Jan-Michael Vincent, Ernest Borgnine, Alex Cord en Jean Bruce Scott (vanaf seizoen 2 in de aflevering Sweet Britches) de hoofdrol. Voor het vierde en laatste seizoen werden alle acteurs vervangen en de productie verplaatst naar Canada, onder meer door tanende kijkcijfers én het drankmisbruik van hoofdacteur Jan-Michael Vincent. Hij had nog een korte rol in de eerste aflevering van het vierde seizoen, Ernest Borgnine's personage was vluchtig te zien maar werd vertolkt door een stand-in, Alex Cord's personage was zogezegd op missie vertrokken en over het personage van Jean Bruce Scott werd met geen letter gerept.
De muziek van de serie werd gecomponeerd en gespeeld door Sylvester Levay en was in het eerste en het begin van het tweede seizoen meest orkestraal, maar later opgevolgd door synthesizermuziek.

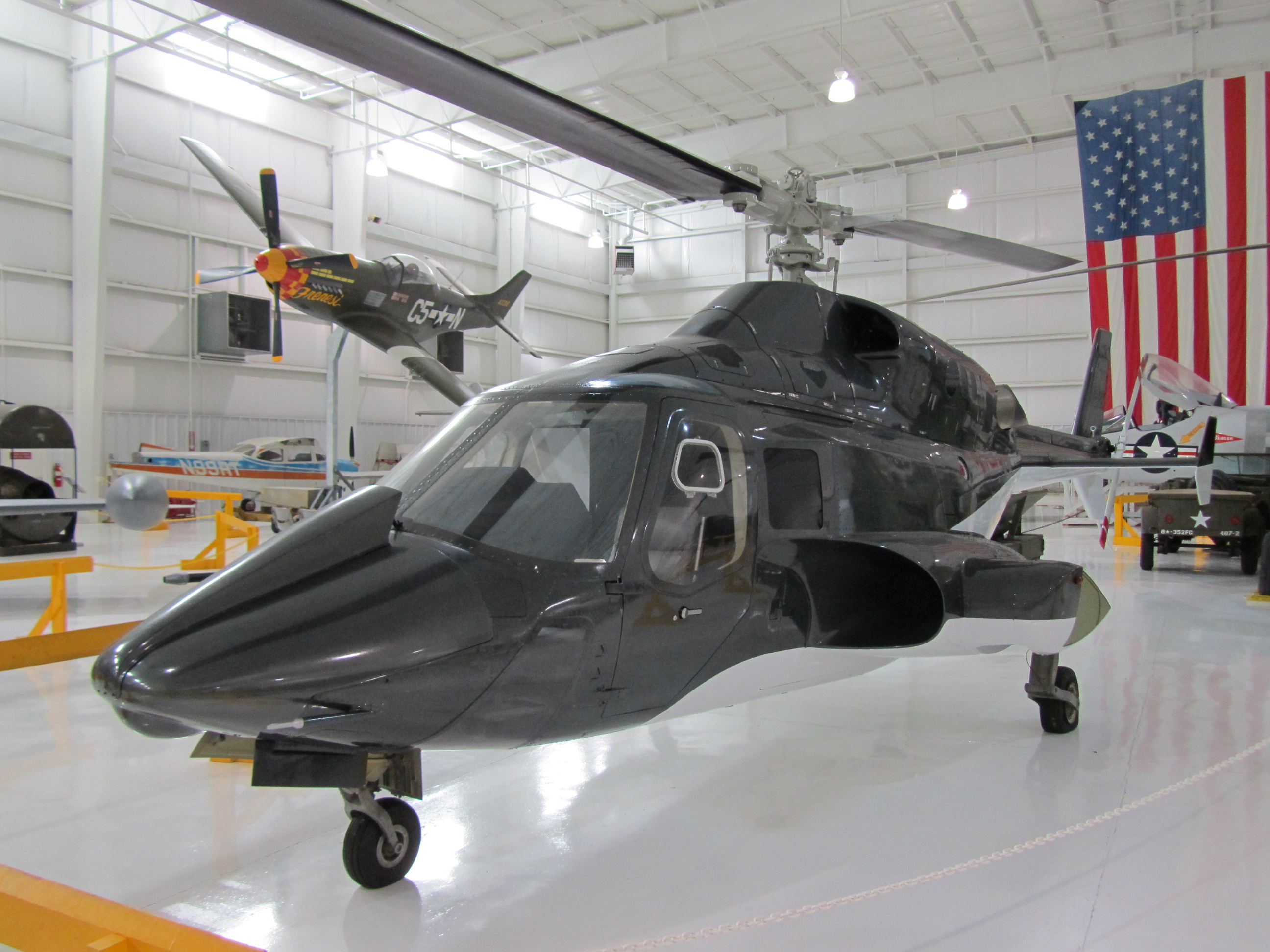
Replica van de Airwolf op ware grootte (Tennessee Museum of Aviation, Sevierville, Tennessee)

## Synopsis
Ster van de serie is Stringfellow Hawke (gespeeld door Jan-Michael Vincent). Hawke is een einzelgänger en woont hoog in de bergen, slechts vergezeld door zijn Bluetick Coonhound "Tet". Hij leeft teruggetrokken en slijt zijn dagen met het genieten van zijn verzameling dure schilderijen en het bespelen van zijn Stradivariuscello. Zijn enige echte vriend en mentor is de oude en altijd vrolijke Dominic Santini (Ernest Borgnine).
Voorheen was Hawke testpiloot van Airwolf, een geavanceerde supersonische helikopter met stealth-eigenschappen en een uitgebreid wapenarsenaal. Hawke wordt opgeroepen door een man met de codenaam "Archangel" (directeur van 'the Firm', de organisatie die Airwolf ontwikkelde) met de missie om Airwolf terug te stelen van haar doorgedraaide maker, doctor Charles Henry Moffett, die haar heeft meegenomen naar Libië.
Onder voorwaarde dat 'the Firm' Hawke helpt zoeken naar zijn vermiste broer St. John, aanvaardt hij deze missie.

## Rolverdeling
| Acteur              | Personage                                                |
| ------------------- | -------------------------------------------------------- |
| Jan-Michael Vincent | Stringfellow Hawke (seizoen 1-3 en eenmaal in seizoen 4) |
| Ernest Borgnine     | Dominic Santini (seizoen 1-3)                            |
| Alex Cord           | Michael 'Archangel' Coldsmith Briggs III (seizoen 1-3)   |
| Deborah Pratt       | Marella (seizoen 1-2)                                    |
| Jean Bruce Scott    | Caitlin O'Shaughnessy (seizoen 2-3)                      |
| David Hemmings      | Charles Henry Moffet (seizoen 1-2)                       |
| Barry Van Dyke      | St.John Hawke (seizoen 4)                                |
| Gerant Wyn Davies   | Mike Rivers (seizoen 4)                                  |
| Michele Scarabelli  | Jo Santini (seizoen 4)                                   |
| Anthony Sherwood    | Jason Locke (seizoen 4)                                  |

### Bijrollen
- Barbara Cason - Nurse Simmons (Afl., Echoes from the Past, 1984)

## Trivia
- De helikopter die gebruikt werd als Airwolf was de Bell 222